# Elmer Bernstein
Elmer Bernstein (4. dubna 1922 – 18. srpna 2004) byl americký hudební skladatel. Proslul zejména jakožto autor filmové a scénické hudby. Během svého života složil hudbu přibližně ke 200 filmům, třináctkrát byl nominován na Oscara, z toho jen jednou uspěl. Mezi jeho nejznámější filmové melodie patři zejména hudba k legendárnímu americkému westernovému filmu Sedm statečných. Jeho filmová hudba je typická a charakteristická zejména užíváním nekonvenčních synkopovaných rytmů. Od roku 1996 má svoji hvězdu na proslulém hollywoodském chodníku filmové slávy.